# Watukuro
Watukuro is een bestuurslaag in het regentschap Purworejo van de provincie Midden-Java, Indonesië. Watukuro telt 266 inwoners (volkstelling 2010).